# Stilwell (Oklahoma)
Stilwell es una ciudad ubicada en el condado de Adair en el estado estadounidense de Oklahoma. En el año 2010 tenía una población de 	3949 habitantes y una densidad poblacional de 475,78 personas por km².

## Geografía
Stilwell se encuentra ubicada en las coordenadas 35°48′55″N 94°37′53″O / 35.81528, -94.63139 (35.815234, -94.631359).

## Demografía
Según la Oficina del Censo en 2000 los ingresos medios por hogar en la localidad eran de $18,555 y los ingresos medios por familia eran $24,673. Los hombres tenían unos ingresos medios de $20,500 frente a los $17,351 para las mujeres. La renta per cápita para la localidad era de $10,034. Alrededor del 32.0% de la población estaban por debajo del umbral de pobreza.